# 丝带草
丝带草（学名：Phalaris arundinacea var. picta）为禾本科虉草屬下的一个变种。

## 扩展阅读
- 維基物種上的相關：丝带草